# Jean César Graziani
Jean César Graziani (n. 15 noiembrie 1859, Bastia, Provence-Côte d'Azur-Corse⁠(d), Franța – d. 1932, Paris, Franța) a fost un general francez din Primul Război Mondial.

## Biografie
S-a născut în 15 noiembrie 1859 în orașul Bastia (Corsica) și a intrat la Școala Specială Militară de la Saint-Cyr pe 31 octombrie 1878, făcând parte din promoția 63 numită des Zoulous. A urmat o carieră rapidă în cadrul infanteriei și, după campaniile din Tunisia și Algeria, a comandat în anul 1909 Regimentul 96 Infanterie. În 1912 a fost numit director al Infanteriei în Ministerul de Război. Promovat la gradul de general de brigadă, a păstrat conducerea acestei direcții până la 26 ianuarie 1913. Apoi a fost numit șef de cabinet al ministrului de război.
La o lună după începerea ostilităților a fost numit subșef al Statului Major General al armatei. În decembrie 1914 a fost înaintat la gradul de general de divizie și pe 31 iulie 1915 a fost numit șef al Statului Major General al Armatei de Interior.
În aprilie 1917 a primit comanda unei divizii de infanterie și apoi, în decembrie, a unui corp de armată. La 5 noiembrie 1917 a fost citat pe ordinul de zi al Armatei a VI-a.
Pe 29 martie 1918 a fost numit comandant al Forțelor Militare Franceze din Italia, fiind
promovat pe 15 noiembrie 1918 de către Ministerul de Război al Regatului Italiei la gradul de generale d'armata (Italia). A condus Armata a XII-a Italiană unde au fost incluse contingentele franceze și care s-au remarcat în ofensivele din 1918. A servit la sfârșitul războiului în România, apoi a devenit comandant al Armatei de la Dunăre în 1919, șeful misiunii militare franceze din Ungaria și comandant al Corpului de Armată 1 în 1920. El și-a încheiat cariera ca membru în Consiliul Superior de Război în 1921 și comandant al Corpului de Armată 18. A fost trecut în rezervă în anul 1924, după 45 de ani de serviciu, 12 campanii și 1 citare pe ordinul de zi.

## Posturi
- 16/07/1912: director al Infanteriei în Ministerul de Război
- 26/01/1913: șef al cabinetului militar al ministrului de război
- 12/12/1913: comandant al Brigăzii 12 Infanterie și a subdiviziunilor regionale Caen, Le Havre, Falaise și Lisieux
- 05/04/1914: asistent al celui de-al doilea subșef al Statului Major al Armatei Franceze
- 29/08/1914: al doilea subșef al Statului Major al Armatei Franceze
- 31/07/1915: șeful Statului Major General al Armatei de Interior
- 21/09/1916: la dispoziția Marelui Stat Major.
- 21/02/1917: comandant adjunct al Corpului de Armată 14
- 03/04/1917: comandant al Diviziei 28 Infanterie
- 11/12/1917: comandant al Corpului de Armată 17
- 29/03/1918: comandant al Corpului de Armată 12
- 31/03/1918 - 15/03/1919: comandant al Forțelor Armate Franceze în Italia
  - 10/10/1918 - 15/03/1919: comandant al Armatei a XII-a Italiană
- 15/03/1919: comandant al Regiunii Militare 12 (Limoges)
- 13/04/1919: comandant al Armatei de la Dunăre
- 12/10/1919: șef al misiunii militare franceze în Ungaria
- 01/05/1920: în concediu.
- 07/08/1920: la dispoziția Marelui Stat Major.
- 01/12/1920: comandant al Corpului de Armată 18
- 26/11/1921 - 15/11/1924: membru al Consiliului Superior de Război
- 14/08/1922 - 15/11/1924: inspector general al Infanteriei
- 15/11/1924: trecut în rezervă

## Grade
- 28/09/1912: general de brigadă
- 18/12/1914: general de divizie
- 05/05/1916: rang și prerogative de comandant de corp de armată
- 15/11/1918: generale d'armata (Italia)
- 04/11/1921: general de divizie menținut în mod excepțional în activitate dincolo de limita de vârstă

## Decorații

### Decorații franceze
|  |  |  |
|  |  |  |

- Legiunea de onoare în grad de Cavaler (30/12/1895), Ofițer (10/07/1913), Comandor (20/09/1916), Mare Ofițer (06/07/1919) și Mare Cruce (11/07/1924)[5]
- Croix de Guerre 1914-1918 cu 1 frunză
- Medalia interaliată 1914-1918
- Medalia comemorativă a Marelui Război
- Medalia colonială cu agrafă Algeria

### Decorații străine importante
|  |  |  |
|  |  |  |

- Cavaler Comandor al Ordinului Bath ()
- Ordinul Coroanei () în grad de Cavaler (26/12/1907), apoi Ofițer (23/05/1915), Comandor (13/09/1918), Mare Ofițer, (11/11/1919) și Mare Cordon (03/05/1924)
- Ordinul Regal Santi Maurizio e Lazzaro () în grad de Cavaler (05/06/1913), apoi Ofițer (12/01/1919), Comandor (30/12/1919), Mare Ofițer (01/06/1930) și Mare Cordon (15/01/1934)
- Crucea de Merit pentru război ()
- Cavaler al Ordinului Militar de Savoia (17/05/1919) ()
- Distinguished Service Medal ()
- Mare Ofițer al Ordinului Nicham Iftikhar ()